# Rondweg Houten
De Rondweg van Houten is de ringweg om de Utrechtse plaats Houten. De weg heeft over de gehele lengte (14,5 km) de naam Rondweg en heeft een vlindervorm, met een dwarsverbinding, De Koppeling, waar de afstand tussen tegenover elkaar liggende delen van de Rondweg dichter bij elkaar liggen. Het geheel heeft daarmee een achtvorm, of, anders gezegd, het bestaat uit twee ringwegen met De Koppeling als gemeenschappelijk deel. Het eerste deel ligt om Houten-Noord (of eerste groeitaak) en omvat het Oude Dorp en Houten-Centrum, de wijken De Lobben, Den Oord, Tiellandt, Wulven, De Weerwolf, De Geer, Rijsbrug, Schonenburg, Wernaar en De Meent. Het andere deel ligt om Houten-Zuid (tweede groeitaak) en omvat de wijken De Schaft, Castellum, Leebrug, De Hoon, Schonauwen, Hofstad, Overdam en Loerik.
De Rondweg, inclusief de toeleidende stukjes weg, is niet toegankelijk voor voetgangers, fietsers en bromfietsers (maar wel voor brommobielen), en kan alleen bij ongelijkvloerse kruisingen overgestoken worden. Deze zijn onder meer bij de bushaltes waar de enige plaatsen te vinden zijn waar voetgangers bij de weg kunnen komen.

## Geschiedenis
Het eerste deel (totale lengte 8,6 km) werd in 1987 voltooid, de aanleg van het tweede deel duurde van 1999 tot 2003. Het eerste deel werd aangepast om de twee delen vloeiend op elkaar te laten aansluiten, waardoor als het ware één rondweg ontstond. Het tussendeel, dat werd omgedoopt tot De Koppeling (om Houten-Noord en -Zuid te koppelen), werd opnieuw ontworpen en daarbij voorzien van rotondes. De verbinding tussen Rondweg en rijksweg A27 heet De Staart en werd geopend in 1985. De Rondweg heeft geen nummering en dus formeel geen begin- of eindpunt.
De Rondweg van Houten is een gevolg van het stedenbouwkundige ontwerp, waarbij stedenbouwkundige Robert Derks koos om eerst het groen aan te leggen en daarna de bebouwing. Het gevolg was dat het autoverkeer via een Perifeer om de bebouwing moest worden geleid.

### Buurten en inprikkers
Elke buurt in Houten heeft een eigen afslag (of ‘inprikker’) vanaf de Rondweg. Daar begint gelijk de woonbuurt, die naast de Rondweg en de inprikkers door muurtjes daarvan gescheiden wordt. Verkeer dat de wijk in rijdt komt uit op een bomenplein waar het verkeer zich splitst, waardoor vrijwel direct er minder verkeer is. De weg door het bomenplein komt uit een haakse hoek, zodat het Rondweg-verkeer vrijwel stilvalt. De inprikker wordt gemarkeerd door poortgebouwen. In deze poortgebouwen zijn woningen of kantoren, of een combinatie van beide, gerealiseerd.
Met de auto van de ene naar een andere buurt of het centrum rijden kan alleen via de Rondweg. Het is van belang de juiste afslag te kiezen om op het gewenste adres te komen. Daartoe zijn de namen van de straten en van de afslag op elkaar afgestemd: het laatste deel van een straatnaam verwijst naar de bijbehorende afslag. Zo zijn alle straten die eindigen op 'camp' (zoals bijvoorbeeld Meercamp en Ruitercamp) per auto alleen bereikbaar via de afslag 'De Camp'. 
De straatnamen in de oude dorpskern zijn niet aangepast, maar eindigen op '-straat', '-weg' of '-laan'. Voor de oude dorpskern kan een van de twee afslagen 'Oude Dorp' gekozen worden. Door middel van 'De Staart' is Houten aangesloten op de rijksweg A27. In 2015 is er een tweede aansluiting gerealiseerd op de A12 richting Utrecht.
De Rondweg is ontworpen voor een snelheid van maximaal 70 km/uur. Voor langzaam verkeer zijn fietstunnels (en enkele bruggen) aangelegd om de Rondweg veilig te kunnen kruisen. Tevens zijn bij deze tunnels en bruggen de bushaltes aangelegd. In de woonwijken worden de straten vanaf de entree steeds smaller en kronkeliger, en zijn rechtstanden niet langer dan 70 meter, waardoor de auto's binnen de bebouwde kom langzaam gaan rijden. Binnen de Rondweg geldt een snelheidsregime van maximaal 30 km/uur. Door het ontwerp zijn er weinig aparte voetpaden nodig en geen verkeerslichten; alleen langs de Rondweg zijn, in een later stadium, verkeerslichten geplaatst. Vier afslagen leiden naar het centrum, maar doorgaand autoverkeer is daar niet mogelijk.

### Nadeel Rondweg
De Houtense Rondweg kent een aantal nadelen. De vele bochten leiden relatief vaak tot stuurfouten. Een frontale botsing kan het gevolg zijn. De hulpdiensten worden geconfronteerd met lange aanrijtijden. Ze kunnen bij noodsituaties slecht vaart maken doordat de tweestrooksweg voor het overige verkeer nauwelijks uitwijkmogelijkheid biedt. Volgens de burgemeester haalde de brandweer van Houten in 2015 slechts in 30% van de gevallen de wettelijk voorgeschreven opkomsttijd.
Almelo · Almere · Alkmaar · Alphen aan den Rijn · Apeldoorn · Assen · Barendrecht · Bergen op Zoom · Den Haag · Dordrecht · Eindhoven · Enschede · Groningen · 's-Hertogenbosch · Hilversum · Hoofddorp · Houten · Leeuwarden · Oud-Beijerland · Parkstad Limburg · Sneek · Tilburg · Utrecht · Weert · Zoetermeer · Zwolle

Ringwegen geheel uitgevoerd als autosnelweg: Amsterdam · Rotterdam

Opgeheven: Maastricht